# Politica dell'Albania
L'Albania è una repubblica parlamentare. Il Presidente è eletto per cinque anni dal parlamento: le elezioni si tengono a scrutinio segreto con una maggioranza di tre-quinti. Il primo ministro è nominato dal Presidente e deve ottenere la fiducia dal Parlamento. 
Questo si compone di 140 membri, eletti per quattro anni: 100 membri in circoscrizioni uninominali singole con un numero approssimativamente uguale di elettori e 40 membri eletti con sistema proporzionale da liste di partiti o coalizioni. 
Il numero totale dei seggi dovrebbe avvicinarsi il più possibile a una rappresentanza proporzionale, basata sui voti ottenuti con la scheda della ripartizione proporzionale. Per i seggi attribuiti col sistema proporzionale è prevista una barriera del 2,5 % per i partiti e del 4 % per le coalizioni.
L'Albania ha un sistema multi-partitico con due forti partiti principali.

## Elezioni 2005
Il 3 luglio 2005 si sono tenute le elezioni parlamentari in Albania. Uno dei temi delle elezioni è stato quello delle trattative per una futura adesione all'Unione europea. La giornata elettorale è stata abbastanza tranquilla per la maggior parte degli osservatori, ma gli osservatori dell'OSCE hanno affermato che l'organizzazione elettorale ha rispettato solo parzialmente i canoni internazionali di correttezza, citando disorganizzazione, procedure improprie e "alcuni incidenti violenti". La Commissione Elettorale Centrale (CEC) ha ricevuto oltre 300 proteste.
I risultati hanno evidenziato una netta vittoria dell'opposizione di centro-destra, costituita dal Partito Democratico (PD) e i suoi alleati, tra cui il principale è il Partito Repubblicano (PR), anche se in molte circoscrizioni uninominali la lotta con il Partito Socialista d'Albania (PSSh), al governo, è stata serrata.
Oltre ai due maggiori partiti, l'unico altro partito ad ottenere un seggio con il sistema uninominale è stato quello dell'ex primo ministro Ilir Meta, il Movimento Socialista per l'Integrazione (LSI), nato da una scissione del PSSh, che però ha fallito nel proporsi come terza forza, non essendo determinanti per la formazione del governo. Nel voto proporzionale i piccoli partiti hanno ottenuto un maggior numero di preferenze.
Il capo del Partito Democratico, Sali Berisha è stato nominato primo ministro e ha formato la coalizione di governo.

## Lista partiti
- Partito Democratico
- Partito Socialista d'Albania
- Movimento Socialista per l'Integrazione
- Partito Repubblicano
- Partito per la Giustizia, l'Integrazione e l'Unità
- Partito dell'Unione per i Diritti Umani
- Partito Alleanza Democratica
- Partito Democristiano d'Albania
- Movimento G99